# Trofeo Eccellenza 2011-2012
Il  Trofeo Eccellenza 2011-12 fu la 2ª edizione del torneo sostitutivo della Coppa Italia di rugby a 15 e la 24ª edizione assoluta.
Organizzato dalla Federazione Italiana Rugby, si svolse dal 12 novembre 2011 al 6 aprile 2012 e vide affermarsi Calvisano sulla S.S. Lazio per la seconda volta nel torneo dopo la vittoria della Coppa Italia 2003-04.
Alla competizione presero parte le sei squadre dell'Eccellenza che non parteciparono all'European Challenge Cup, divise in due gironi all'italiana da tre squadre ciascuno su base territoriale. Le prime classificate di ogni girone, affrontatesi in partite d'andata e ritorno, disputarono la finale in gara unica che, per il secondo anno consecutivo, si tenne allo stadio Enrico Chersoni di Prato.

## Squadre partecipanti
| Girone A      | Girone B          |
| ------------- | ----------------- |
| Calvisano     | L’Aquila          |
| Mogliano      | S.S. Lazio (Roma) |
| Reggio Emilia | San Gregorio      |

## Fase a gironi

### Girone A
| 12-11-2011 | 1ª/4ª giornata       | 17-12-2011 |
| ---------- | -------------------- | ---------- |
| 27-17      | Calvisano — Mogliano | 25-19      |
| Riposa     | Reggio Emilia        |            |

| 19-11-2011 | 2ª/5ª giornata           | 15-1-2012 |
| ---------- | ------------------------ | --------- |
| 9-16       | Reggio Emilia — Mogliano | 27-16     |
| Riposa     | Calvisano                |           |

| 11-12-2011 | 3ª/6ª giornata            | 22-1-2012 |
| ---------- | ------------------------- | --------- |
| 15-10      | Reggio Emilia — Calvisano | 16-36     |
| Riposa     | Mogliano                  |           |

#### Classifica
|  |    | Squadra       | G | V | N | P | PF | PS | P±  | B | Pt |
|  | -- | ------------- | - | - | - | - | -- | -- | --- | - | -- |
|  | 1. | Calvisano     | 4 | 3 | 0 | 1 | 98 | 67 | 31  | 1 | 13 |
|  | 2. | Reggio Emilia | 4 | 2 | 0 | 2 | 67 | 78 | −11 | 1 | 9  |
|  | 3. | Mogliano      | 4 | 1 | 0 | 3 | 68 | 88 | −20 | 1 | 5  |

### Girone B
| 12-11-2011 | 1ª/4ª giornata       | 18-12-2011 |
| ---------- | -------------------- | ---------- |
| 28-10      | Lazio — San Gregorio | 14-24      |
| Riposa     | L'Aquila             |            |

| 20-11-2011 | 2ª/5ª giornata          | 14-1-2012 |
| ---------- | ----------------------- | --------- |
| 24-12      | San Gregorio — L'Aquila | 26-27     |
| Riposa     | Lazio                   |           |

| 10-12-2011 | 3ª/6ª giornata   | 21-1-2012 |
| ---------- | ---------------- | --------- |
| 13-29      | L'Aquila — Lazio | 0-22      |
| Riposa     | San Gregorio     |           |

#### Classifica
|  |    | Squadra      | G | V | N | P | PF | PS  | P±  | B | Pt |
|  | -- | ------------ | - | - | - | - | -- | --- | --- | - | -- |
|  | 1. | S.S. Lazio   | 4 | 3 | 0 | 1 | 93 | 47  | 46  | 3 | 15 |
|  | 2. | San Gregorio | 4 | 2 | 0 | 2 | 84 | 81  | 3   | 3 | 11 |
|  | 3. | L’Aquila     | 4 | 1 | 0 | 3 | 52 | 101 | −49 | 1 | 5  |

## Finale
| Arbitro: | Stefano Roscini (Milano) |

| |              | |
| Erasmus 34’ Visentin 43’ Berne 67’ | mt           | 49’ Mannucci 78’ M. Nitoglia |
| Griffen 34’, 43’, 67’ | tr           | 49’, 78’ de Kock |
| Griffen 12’, 40+1’, 56’ | c.p.         | 10’, 60’, 80+3’ de Kock |
| · Berne · Appiani · 73’ B. Smith · 69’ Castello · Visentin · Griffen (c) · 65’ Canavosio · 71’-80+1’ Vunisa · 80+2’ Scanferla · Erasmus · Hehea · Nicol · 54’ Morelli · 51’ Maistri · 51’ Gavazzi | Formazioni   | · de Kock · Rotella · Rota · Bisegni 74’ · Tartaglia · Bruni 52’ · Gentile 73’ · Mannucci (c) 29’ 39’ · Ventricelli 69’ · Riccioli 52’ · v. Jaarsveld 40’-49’ · Nardi 50’ · Ryan · Fabiani 23’-33’, 63’ · Cannone 74’ |
| · 51’ Aluigi · 51’ Lovotti · 54’ Costanzo · 65’ Pavin · 69’ Sossi · 73’ Bergamo · 80+2’ Birchall                                                                                                  | Sostituzioni | · Lorenzini 29’, 69’ 39’ · Siddons 50’ · Gargiullo 52’ · M. Nitoglia 52’ · D. Bonavolontà 73’ · Lo Sasso 74’ · Pietrosanti 74’                                                                                        |
| Andrea Cavinato | Allenatori   | Víctor Jiménez |